# ズヴィアド・ゴゴチュリ
ズヴィアド・ゴゴチュリ（グルジア語: ზვიად გოგოჭური、グルジア語ラテン翻字: Zviad Gogotchuri、1986年10月30日 – ）は、ジョージアの視覚障害柔道家。

## 人物
2016年リオデジャネイロパラリンピックの柔道競技において、男子90キロ級で金メダルを獲得した。ジョージアで初のメダル獲得選手であった。
2021年8月16日、パラリンピックのため来日中宿泊していたホテルの警備員に暴行して負傷させたことにより逮捕された。